# Fernando Errázuriz

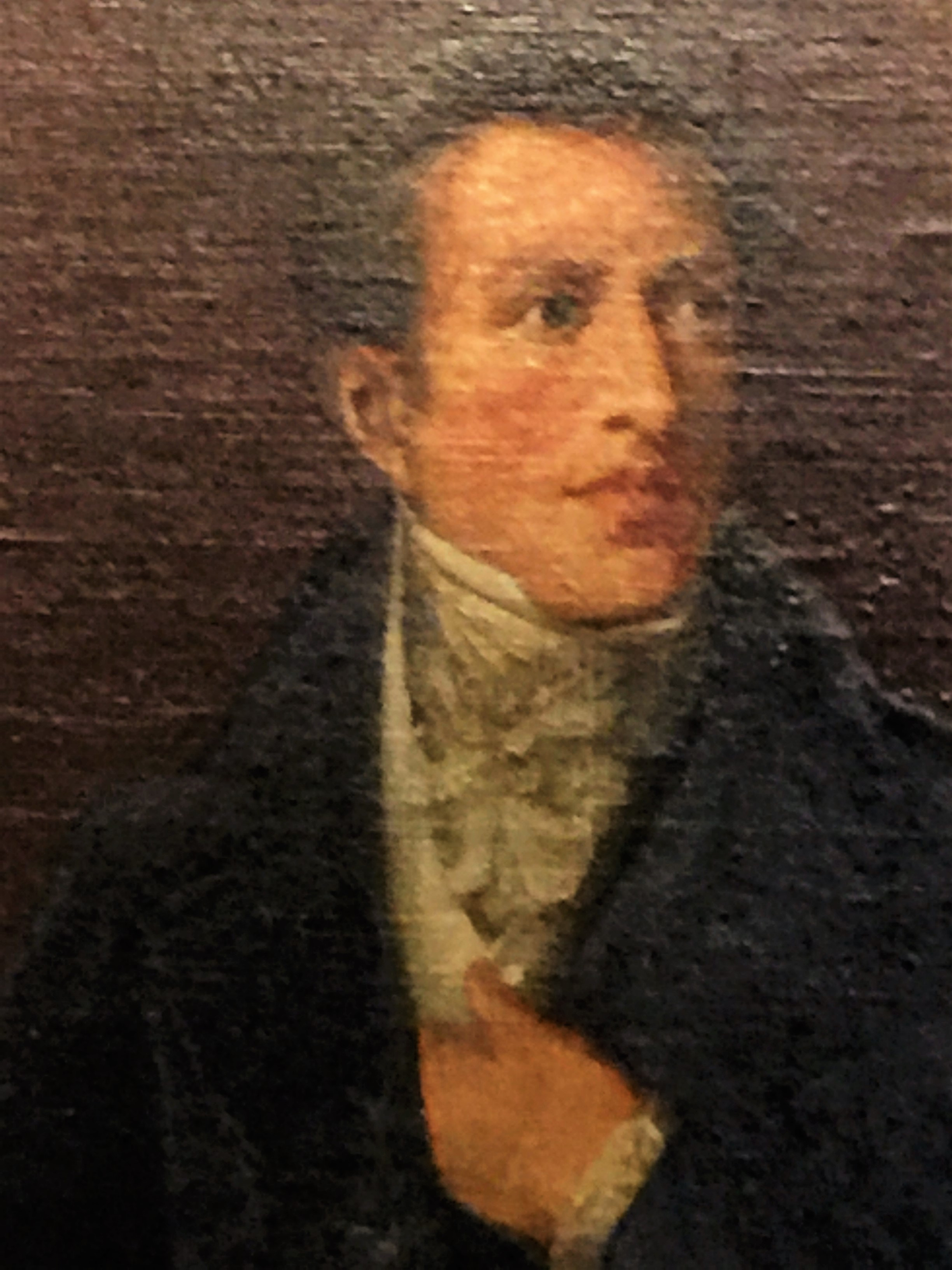
Fernando Errázuriz Aldunate

Fernando Errázuriz Aldunate oder Fernando de Errázuriz y Martínez de Aldunate (* 1. Juni 1777 in Santiago de Chile; † 16. August 1841 ebenda) war ein chilenischer Politiker. Im Jahre 1831 amtierte er übergangsweise als Präsident seines Landes.

## Leben
Fernando Errázuriz wurde in eine der einflussreichsten Familien Chiles geboren. Er studierte Theologie und Jura an der Real Universidad de San Felipe. 1809 wählte ihn der Cabildo seiner Heimatstadt zum Bürgermeister.
Errázuriz nahm am legendären Unabhängigkeitsrat von 1810 teil. 1811 wurde er für die Provinz Rancagua in den ersten chilenischen Nationalkongress gewählt. Im chilenischen Unabhängigkeitskrieg wurde Errázuriz von den Spaniern gefangen genommen, als diese nach der Schlacht von Rancagua auf Santiago de Chile vorrückten. Erst infolge des Sieges der chilenischen Unabhängigkeitskämpfer in der Schlacht von Chacabuco im Jahre 1817 erlangte er wieder die Freiheit. Von 1822 bis 1823 vertrat er seinen Heimatwahlkreis im Abgeordnetenhaus.
In den Wirren des Jahres 1823 nach dem Sturz von Bernardo O’Higgins wurde Errázuriz im Januar zum Mitglied der regierenden Junta gewählt und unter der Regierung des Director Supremo Ramón Freire y Serrano im Dezember zum Präsidenten des Kongresses ernannt. Anschließend amtierte er als Senator für Santiago und ab 1824 auch als Präsident des Senats. Damit war er ex officio Vertreter des Staatschefs Freire. Zwischenzeitlich war er zudem Präsident des Parlamentes der Provinz Santiago.
Während des Bürgerkrieges zwischen den liberal-föderativen Kräften und ihren konservativ-zentralistischen Gegenspielern wurde er im März 1830, nach dem Ende der Regierungszeit von Francisco Antonio Pinto Díaz, zum provisorischen Präsidenten des Congreso de Plenipotenciarios ernannt.
Am 23. März 1830 übernahm er das Amt des Vize-Präsidenten unter dem Übergangspräsidenten José Tomás Ovalle. Als dieser am 21. März 1831 starb, amtierte er als dessen Vertreter. Zehn Tage später, am 31. März 1831 wurde José Joaquín Prieto Vial zum verfassungsmäßigen Präsidenten gewählt. Errázuriz versah die Regierungsgeschäfte allerdings noch für ein weiteres halbes Jahr, bis Prieto am Unabhängigkeitstag Chiles, dem 18. September, sein Amt antrat. Fernando Errázuriz blieb weiterhin als Senator tätig. 1833 wurde er zum Präsidenten des Kongresses gewählt.
Fernando de Errázuriz starb in Santiago im Jahre 1841.